# Herpobasidium australe
Herpobasidium australe är en svampart som beskrevs av Oberw. & Bandoni 1984. Herpobasidium australe ingår i släktet Herpobasidium och familjen Eocronartiaceae.   Inga underarter finns listade i Catalogue of Life.